# Verzeih mir (Sat.1)
Verzeih mir war eine verschärfte deutsche Neuauflage der von Ulla Kock am Brink moderierten Real-Life-Doku-Serie Verzeih mir, die in den 1990er Jahren auf dem Privatsender RTL Television ausgestrahlt wurde. Die Neuauflage wurde auf dem Privatsender Sat.1 ausgestrahlt. Durch die Sendung führte Sonja Zietlow.
Die erste Folge wurde am 11. Dezember 1998 aufgezeichnet und am 17. Dezember 1998 ausgestrahlt.

## Neuauflage
Für die Saison 2015/16 wurde ein Remake mit Julia Leischik produziert, welches ab dem 14. Februar 2016 wöchentlich sonntags um 18.55 Uhr auf Sat.1 ausgestrahlt wird. Am ersten Ausstrahlungstag wurde die Sendung schon um 17.55 Uhr mit einer Doppelfolge ausgestrahlt. Mit einem Marktanteil von 9,1 Prozent und 2,60 Millionen Zuschauern bei allen startete die Sendung auf Sat.1. Bei den 14- bis 49-Jährigen reichten 0,87 Millionen Zuseher für durchschnittliche 9,1 Prozent Marktanteil in dieser Gruppe.
| Staffel | Folgen | Sendeplatz                                           | Staffelpremiere | Staffelfinale | Zuschauer | Zuschauer       | Marktanteil | Marktanteil     | Quelle |
| Staffel | Folgen | Sendeplatz                                           | Staffelpremiere | Staffelfinale | Gesamt    | 14 bis 49 Jahre | Gesamt      | 14 bis 49 Jahre | Quelle |
| ------- | ------ | ---------------------------------------------------- | --------------- | ------------- | --------- | --------------- | ----------- | --------------- | ------ |
| 1       | 5      | Sonntag 18:55 Uhr (14. Feb. 2016: Sonntag 17:55 Uhr) | 14. März 2016   | 13. März 2016 | 2,63 Mio. | 0,80 Mio.       | 8,8 %       | 8,1 %           | [ 1 ]  |